# John Hannah (Fußballspieler)
John Hannah (Lebensdaten unbekannt) war ein schottischer Fußballspieler.

## Karriere
John Hannah spielte in seiner Fußballkarriere von 1888 bis 1891 für den FC Dumbarton. Am 1. September 1888 debütierte er für Dumbarton in der 1. Runde im schottischen Pokal beim 13:1-Heimsieg gegen den FC Kirkintilloch Central. Ab 1890 nahm Dumbarton als einer von elf Gründungsvereinen an der Scottish Football League teil. Hannah absolvierte in der Premierensaison 1890/91 insgesamt sechs Einsätze und gewann mit dem Team die schottische Meisterschaft.

## Erfolge
mit dem FC Dumbarton
- Schottischer Meister (1): 1891